# Simona Mohamsson
Simona Mohamsson (uttal [sɪˈmoːna ˈmuːhamsɔn]), född 27 december 1994 i Hamburg i Tyskland, är en svensk politiker (Liberalerna). Sedan 24 juni 2025 är hon Liberalernas partiledare och sedan 28 juni 2025 Sveriges utbildnings- och integrationsminister.
Mellan april och juni 2025 var hon Liberalernas partisekreterare. Hon är ledamot i Liberalernas partistyrelse och vid Europaparlamentsvalet 2024 var hon tredjenamn på partiets kandidatlista, där hon fick 4 432 personkryss. Hon var tidigare vice ordförande för Liberala ungdomsförbundet (LUF) och nämndordförande i socialnämnden på Hisingen i Göteborg. Hon är även känd för sitt engagemang i demokrati- och människorättsfrågor och gav 2021 ut boken Hongkong RIP om demokratirörelsen i Hongkong.

## Biografi
Simona Mohamssons far är sunnitisk palestinier född i Haifa och länge boende i flyktinglägret Nahr al-Bared utanför Tripoli i norra Libanon. Hennes mor är shiitisk libanes, från en bergsby på gränsen till Israel. Hennes föräldrar kom till Sverige via Hamburg i Tyskland, där Simona föddes.
Familjen flyttade till Sverige, när Simona var åtta år gammal och bosatte sig i Överlida i Västergötland, som ett medvetet steg för att underlätta integrationen i det svenska samhället. Fadern ändrade också familjenamnet Mohammed till det mer svenskklingande Mohamsson. Mohamsson gick naturvetenskapliga programmet på Bäckängsgymnasiet i Borås. Hon har avlagt kandidatexamen i offentlig förvaltning, ledarskap och digitalisering vid Göteborgs universitet. Parallellt med studier och politiskt engagemang har Mohamsson drivit ett eget företag och arbetat inom äldreomsorgen.
Efter Europaparlamentsvalet 2024 lämnade Mohamsson sina kommunala uppdrag i Göteborg för att arbeta som kommunikationskonsult på PR-byrån Narva i Stockholm. Detta skedde parallellt med att hon kvarstod i Liberalernas partistyrelse, vilket ledde till diskussioner om potentiella intressekonflikter.

## Politisk karriär
Mohamsson engagerade sig i LUF Väst under gymnasiet. Hon var förbundsstyrelseledamot i LUF 2016–2019, och 2:e vice ordförande 2018–2019. På LUF:s kongress 2019 kandiderade hon för att bli förbundsordförande, men förlorade i votering  mot Romina Pourmokhtari med röstsiffrorna 40–52.
År 2020 blev hon ordförande för socialnämnden på Hisingen i Göteborg. Hon är tidigare vice ordförande i Lundby stadsdelsnämnd och politisk sekreterare för Liberalerna i Göteborg. Hon lämnade kommunpolitiken i december 2024. 
Vid partiets landsmöte 2021 blev hon invald i Liberalernas partistyrelse. I april 2025 utsågs hon till Liberalernas partisekreterare, efter Jakob Olofsgård. Hennes tillträde kritiserades med anledning av hennes tidigare anställning som lobbyist.
Som partisekreterare arbetade hon bland annat med Liberalernas projekt "Vision Selma".
Hon var tidigare en del av centralsekretariatet i The Inter-Parliamentary Alliance on China (IPAC) som nordisk kontaktperson.
Vid det extrainsatta landsmötet den 24 juni 2025 valdes Mohamsson att efterträda Johan Pehrson som partiledare för Liberalerna efter valberedningens förslag. Samma vecka utsågs hon även till utbildningsminister i Regeringen Kristersson.

## Politiska ställningstaganden

### Ideologi
Simona Mohamsson beskriver sig som klassisk liberal som förespråkar en mindre stat, men även som en person med socialliberala drag och en kombination av "krav- och kram-liberalism". I en intervju med Liberalernas tidigare medlemstidning Tidningen NU har hon lyft fram hur hennes föräldrar under uppväxten betonade vikten av eget ansvar och att bli en del av samhället, vilket formade hennes politiska världsbild. Hon menar även att hennes erfarenheter som barn till en flyktingfamilj, som medvetet bosatte sig i en svensk landsbygdsort för att underlätta integrationen, har bidragit till att hon ser  empati för människor med andra förutsättningar som en viktig del av sin liberalism. Hon beskriver också hur hennes politiska bana inleddes när Sverigedemokraterna valdes in i riksdagen 2010. I stället för att gå med i Vänsterpartiet, vilket hon först trodde hon skulle göra, valde hon efter egna jämförelser att engagera sig i LUF, eftersom hon upplevde att deras värderingar låg mer i linje med hennes.
Hennes politiska förebilder är Hans Nestius och Torgny Segerstedt, som hon lyfter fram för deras "modiga gärningar som politiska aktivister".

### Utrikespolitik
Mohamsson har varit en uttalad kritiker av Kinas politik och Sveriges relation till den kinesiska staten. Hon har krävt att Kinas tidigare ambassadör i Sverige, Gui Congyou, ska utvisas, och menat att Sverige länge varit naivt i sitt förhållningssätt till den kinesiska regimen. I samband med införandet av den kinesiska säkerhetslagen i Hongkong argumenterade hon för att Sverige borde bojkotta vinter-OS i Peking 2022 och att svenska företag borde avstå från sponsring. Mohamsson har också kritiserat Göteborgs vänortsavtal med Shanghai och menat att svenska kommuner bör avsluta liknande samarbeten med Kina av människorättsskäl.
År 2019 deltog hon som valobservatör under lokalvalen i Hongkong tillsammans med parlamentariker och politiker från ett tiotal länder, på inbjudan av ett liberalt systerparti. Trots att hon inte hade officiell ackreditering från myndigheterna och därmed inte fick vistas inne i vallokalerna, kunde hon konstatera att valet i stort gick rätt till, även om mindre oegentligheter förekom. Hon reagerade på det rekordhöga valdeltagandet och såg det som ett uttryck för hopp och motståndskraft från stadens befolkning, men uttryckte oro för repressalier från myndigheterna mot demokratiaktivister efter valet. I en intervju med den taiwanesiska plattformen Wind Media beskrev hon situationen i Hongkong som en "långsam och kvävande krigföring" och uttryckte oro för att omvärlden reagerat för sent på Kinas inskränkningar av demokratin. I efterhand har Mohamsson återkommit till sitt engagemang i frågan, bland annat genom boken Hongkong RIP (2021), utgiven på Silc förlag. I boken skildrar hon sina erfarenheter från Hongkong, aktivisternas berättelser och kampen för demokratin.
Hon har förespråkat att Sverige bör öppna för vapenexport till Taiwan och uppgradera det svenska handelskontoret i Taipei till en fullfjädrad representation under namnet Sweden House. Mohamsson har också betonat vikten av att Sverige, i likhet med USA, ger säkerhetsgarantier till Taiwan för att avskräcka kinesisk aggression, och menar att Sverige bör låta värderingar väga tyngre än ekonomiska intressen i relationen till Kina.
Hon är särskilt engagerad i frågan om den svensk-kinesiske förläggaren Gui Minhai och har kritiserat vad hon uppfattar som Sveriges tidigare passivitet i hans fall. 
Simona Mohamsson är också en förespråkare av militärt och ekonomiskt stöd till Ukraina. Hon har argumenterat för att Sverige bör leverera JAS 39 Gripen till Ukraina, att EU bör tillhandahålla luftvärnssystem samt använda frysta ryska tillgångar för Ukrainas återuppbyggnad. Mohamsson har även förespråkat hårdare sanktioner mot Ryssland och menar att stödet till Ukraina är avgörande för att försvara demokratin i Europa. Hon har även öppnat för att skicka svenska marktrupper för att stötta Ukraina.

### Europeiska unionen
Under sin kampanj till Europaparlamentet 2024 drev Simona Mohamsson flera liberala profilfrågor på EU-nivå. Hon föreslog bland annat att Europol ska få ett utökat mandat för att etablera en särskild EU-insatsstyrka mot bortförande av barn, i syfte att stärka myndigheternas möjligheter att återföra barn som förts utomlands.
Tillsammans med klimatminister Romina Pourmokhtari argumenterade hon också för att ekocid, storskalig miljöförstörelse, ska erkännas som ett internationellt brott i Internationella brottmålsdomstolens Romstadga, med syfte att ställa Ryssland till svars för miljöförödelse i Ukraina.
Mohamsson förespråkade även införandet av en gemensam EU-polismyndighet med operativt mandat för att bekämpa gränsöverskridande brottslighet som människohandel och gängkriminalitet.
Hon lyfte dessutom aborträtten som en viktiga frihetsfråga i länder med strikt abortlagstiftning, som Malta och Polen och föreslog sanktioner mot länder som förföljer HBTQ-personer, som en del i en mer värderingsbaserad EU-politik.
I samband med valet till Europarlamentet 2024 gjorde Mohamsson och Cecilia Malmström, tidigare handelskommissionär i EU-kommissionen, ett gemensamt framträdande där Malmström stöttade Mohamssons kandidatur och de båda betonade vikten av att sluta fler frihandelsavtal och reformera EU:s jordbruksstöd.

### Socialpolitik

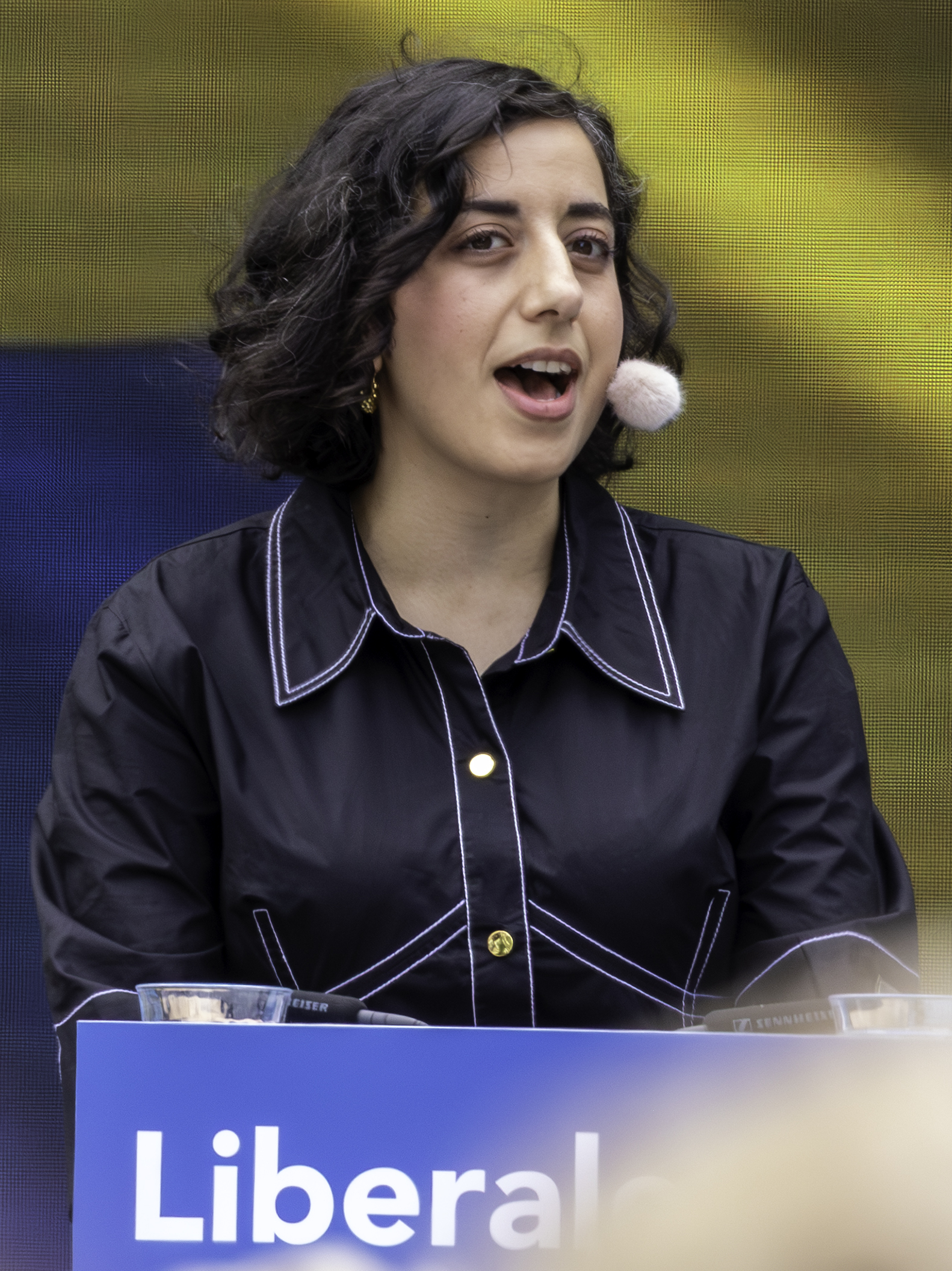
Simona Mohamsson vid Almedalsveckan 2025.

Efter mordet på polisen Andreas Danman i Biskopsgården i Hisingen sommaren 2021, där en 17-åring med omfattande kontakt med socialtjänsten misstänktes för dådet, initierade stadsdelsförvaltningen på Hisingen en intern granskning. Simona Mohamsson var då ordförande för Hisingens socialnämnd, och hade av en slump träffat Danman en kort tid innan mordet. Granskningen visade på brister i socialtjänstens verksamhet, bland annat avsaknad av riskbedömningskompetens, otydliga rutiner för akuta omhändertaganden samt bristande uppföljning vid misslyckade familjehemsplaceringar. Mohamsson uttalade att granskningen låg till grund för förbättringsarbete inom socialtjänsten, men att hon inte kunde kommentera det enskilda fallet.
Som en direkt följd av mordet tog socialnämnden på Hisingen initiativ till ett åtgärdsprogram med 28 punkter mot nyrekrytering till kriminella gäng, vilket inkluderade särskilda utredningsteam för unga i riskzon. När Mohamssons var nämndordförande ökade antalet personer som fick insatser mot kriminalitet med 184 procent under det följande året. Mohamsson har kritiserat bristen på samarbete mellan skola och socialtjänst, och föreslagit att 10 000 nya socialsekreterare bör anställas, i likhet med målet om lika många nya poliser.
Som socialnämndsordförande har Mohamsson riktat skarp kritik mot Statens institutionsstyrelse (SiS) för bristande kapacitet inom den slutna ungdomsvården. Under 2022 tvingades kommunen upprepade gånger placera ungdomar med beslut om tvångsvård i öppnare HVB-hem, eftersom SiS saknade platser. Mohamsson beskrev detta som ett allvarligt systemfel och menade att kommunerna hamnar i en rättsosäker situation när staten inte kan uppfylla sina lagstadgade skyldigheter.
I juli 2022 anmälde hon SiS till Justitieombudsmannen (JO), med hänvisning till att barn och unga med omfattande vårdbehov nekats plats trots gällande tvångsvårdsbeslut. I anmälan framhöll hon att socialtjänsten därmed tvingats bryta mot lagen. När JO inledde en granskning välkomnade Mohamsson beslutet men uttryckte oro över att frågan fått begränsad uppmärksamhet från andra kommuner. Hon har krävt att staten tar ansvar för att säkra tillgången på platser, personal och en fungerande vårdkedja för unga med särskilda vårdbehov.
Mohamsson har också varit drivande bakom ett beslut i Göteborgs kommun om att möjliggöra vräkning av personer som utövar våld i nära relationer från allmännyttans bostäder, med möjlighet att överlåta hyreskontraktet till den våldsutsatta. Förslaget, som röstades igenom av kommunfullmäktige 2024, syftar till att stärka skyddet för kvinnor och barn som utsätts för våld i hemmet. Mohamsson har betonat att våldsutövare därmed förlorar rätten att bo kvar, och att insatsen kan baseras på dokumenterade störningar snarare än fällande dom.
Simona Mohamsson har även motionerat om att införa ett systematiserat arbete med så kallade allvarssamtal i Göteborg, riktade till unga i riskzon för kriminalitet. Förslaget innebär att socialtjänsten, i samverkan med andra aktörer som skola och polis, genomför strukturerade samtal med både ungdomar och deras vårdnadshavare vid oroande beteenden. Syftet är att agera tidigt och tydligt för att förebygga en kriminell livsstil, med inspiration från metoder som redan används i andra kommuner.
Mohamsson har även verkat för att stärka skolstödet för barn placerade i familjehem, HVB-hem och SiS-hem. Hon har kritiserat att många av dessa barn hamnar mellan olika huvudmäns ansvar och inte får det stöd som krävs för att klara skolgången. I en motion till kommunfullmäktige föreslog hon att modellen Skolfam, som riktade sig till barn i familjehem, skulle utvidgas till att omfatta alla placerade barn, oavsett typ av placering. Hon har beskrivit förslaget som en “utbildningsgaranti” för en grupp hon kallat “de glömda barnen” och betonat att skolan är en avgörande skyddsfaktor för barn i utsatta situationer.

### Tiktok och sociala medier
Simona Mohamsson hade en kritisk hållning till appen Tiktok under sin kandidatur till Europaparlamentet 2024. Hon betraktade appen som en säkerhetsrisk och en potentiell kanal för desinformation, kontrollerad av det kinesiska kommunistpartiet. Hon förespråkade kraftiga begränsningar på EU-nivå, inte ett direkt förbud, men åtgärder som kunde göra det oattraktivt för Bytedance, Tiktoks ägare, att verka på den europeiska marknaden. Bland hennes förslag fanns varningstexter vid inloggning, högre åldersgränser, nattlås, samt förbud för offentliga aktörer och politiker att använda appen.
Mohamsson argumenterade även för att Tiktoks algoritmer bidrog till psykisk ohälsa bland unga, särskilt flickor, genom att förstärka patriarkala kroppsideal. Hon beskrev appen som beroendeframkallande, manipulerande och farlig för barns utveckling. Samtidigt betonade hon att problemet inte enbart låg hos Tiktok, utan i en bredare struktur där vinstintresse och teknik samverkade på bekostnad av ungas välmående.
I sin kritik vände hon sig också mot europaparlamentatiker som använde Tiktok trots att de samtidigt kritiserade Kina, och menade att detta var ett uttryck för dubbelmoral. Hon själv avstod från att använda appen, och uppmanade andra kandidater att göra detsamma. 

### Narkotika
Simona Mohamsson har förespråkat en liberal narkotikapolitik och argumenterat för legalisering av cannabis. I en debattartikel från 2018 menade hon att Sveriges nolltoleranspolitik bygger på moralism snarare än evidens och att kriminaliseringen försvårar möjligheterna att ge missbrukare vård. Hon lyfte fram behovet av att reglera och beskatta cannabis för att motverka den svarta marknaden och minska kriminaliteten samt för att frigöra polisresurser till mer prioriterade uppgifter.

### Migration och integration
När Mohamsson var ledamot i LUF:s förbundsstyrelse uttryckte hon vid flera tillfällen en önskan om en mer liberal migrationspolitik. Hon betonade bland annat vikten av att försvara asylrätten som en mänsklig rättighet, med motiveringen att "varje människa har rätt att skapa sig en framtid i fred och frihet oavsett var hen är född". Tillsammans med förbundsstyrelseledamoten Max Sjöberg argumenterade hon i en debattartikel 2017 för att rätten att själv välja i vilket land man vill bo är en grundläggande liberal princip. De framhöll att reglerad invandring inte är ett naturtillstånd, utan ett resultat av politiska beslut där stater har prioriterat inhemska välfärdssystem framför människors rätt till fri rörlighet. De riktade också kritik mot Sveriges återkommande restriktioner i flyktingmottagandet.
Simona Mohamsson har lyft vikten av att se integration som en långsiktig och komplex process, snarare än något som kan lösas med enkla politiska åtgärder. Hon menar att målet med integration bör vara att människor känner sig hemma i det land de valt att leva i, snarare än att leva upp till ett idealiserat "färdigintegrerat" tillstånd. I stället för att förstärka bilden av "invandraren" vill hon se ett skifte mot att tala om "nysvenskar" och erkänna att också majoritetssamhället påverkar integrationens förutsättningar.

## Privatliv
Mohamsson talar svenska, arabiska, engelska och tyska. Hon är supporter till fotbollsklubben BK Häcken.